# Helmut Fürst

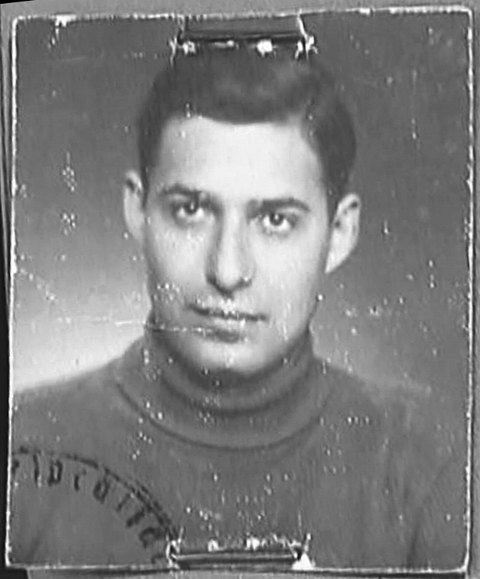
1945 oder später: Passbild des jungen Helmut Fürst

Helmut Fürst (geboren 28. Juni 1922 in Hannover; gestorben 15. November 2012 ebenda) war ein deutscher Unternehmer und Überlebender des Holocaust.

## Leben
Helmut Fürst wurde während der Weimarer Republik gut ein Jahr vor dem Höhepunkt der Deutschen Hyperinflation in Hannover geboren als Sohn der Kaufleute Max Fürst (geboren 1883) und Elise, genannt Else Fürst (geboren 1884 als Elise Jacoby). Seine Eltern betrieben ein Geschäft in der damaligen Grupenstraße 19 – der heutigen Karmarschstraße.
Nach der Machtergreifung durch die Nationalsozialisten im Jahr 1933 verkauften die Eltern ihr Unternehmen schon im April desselben Jahres, da die gesamte Familie ihre Auswanderung aus dem Deutschen Reich plante. Zumindest Helmuts älterer Bruder Heinz Fürst (geboren 1914) konnte 1936 nach Südafrika emigrieren. Im selben Jahr verließ der seinerzeit erst 14-jährige Helmut die Schule, um heimlich eine Ausbildung zum Elektriker zu beginnen.
In Folge der Aktion Lauterbacher wurden die in Hannover verbliebenen Mitglieder der Familie Fürst gezwungen, in eines der sogenannten hannoverschen „Judenhäuser“ umzuziehen. Weitere Überlegungen zur Auswanderung kamen nun zu spät: Am 15. Dezember 1941 wurde der nunmehr 19-jährige Helmut zusammen mit seinen Eltern in das Ghetto Riga deportiert. Von dort aus wurde er – ohne seine Eltern – in das KZ Salaspils gesandt, anschließend in das SD-Lager Lenta, wo er – aufgrund seiner während seiner Ausbildung erworbenen Kenntnisse – in der dortigen Autowerkstatt zu Wartungs- und Reparaturarbeiten herangezogen wurde. Von Lenta aus konnte Helmut Fürst seine Eltern zwei Mal im Ghetto Riga besuchen, bevor sie anschließend als verschollen galten – ihr Todestag konnte nie ermittelt werden.
Bevor die Truppen der Wehrmacht im Verlauf des Zweiten Weltkrieges aus Lettland zurückgezogen wurden, „retteten Hinweise von zwei Bewachern Helmut Fürst und einige Mithäftlinge vor der drohenden Erschießung.“ Der kleinen Gruppe gelang es, sich vor den Deutschen in einem Versteck zu verbergen, aus dem sie durch Streitkräfte der Sowjetunion schließlich befreit werden konnte.
Helmut Fürst fühlte sich Deutschland jedoch „ungebrochen verbunden“ und erreichte auf Umwegen im August 1945 seine Heimatstadt Hannover, die nun in der Britischen Besatzungszone lag und infolge der zuvor erfolgten Luftangriffe auf Hannover zu 48 Prozent zerstört worden war. Fürst hatte sich jedoch bewusst gegen eine Auswanderung entschieden: Er engagierte sich in der schon 1945 wiedergegründeten Jüdischen Gemeinde Hannover. 1947 gründete er mit Annemarie, geborene Klimt, eine Familie: „Aus der Ehe gingen die Söhne Michael und Werner hervor.“ Annemarie Fürst war die Nichte von dem jüdischen Unternehmer Karl Nelke, der eine tiefe freundschaftliche Beziehung zu Helmut Fürsts Vater führte.
Helmut Fürst wurde einer der Gründer und Verantwortlichen in dem Verein Jüdisches Altersheim e. V. Für diesen tätigte er 1952 – gemeinsam mit Theodor Hohenstein – den Kauf eines Grundstückes, auf dem dann das Jüdische Seniorenheim Hannover errichtet wurde.
Helmut Fürst sagte in verschiedenen Kriegsverbrecherprozessen aus und setzte sich darüber hinaus als Zeitzeuge für die Auseinandersetzung mit der Vergangenheit ein.
Zu Beginn der 1960er Jahre begann Helmut Fürst, im Handel mit Immobilien tätig zu werden und baute schließlich ein entsprechendes Unternehmen auf.
Seine letzten vier Lebensjahre verbrachte Helmut Fürst in dem von ihm mitinitiierten Jüdischen Seniorenheim in der Haeckelstraße, bevor er im November 2012 im Alter von 90 Jahren starb.